# 염화 니켈(II)
염화 니켈(II)(Nickel(II) chloride) 또는 염화 니켈은 화합물 NiCl2이다. 무수염은 노란색이지만 더 친숙한 수화물 NiCl2·6H2O는 녹색이다. 다양한 형태의 염화 니켈(II)는 화학적 합성을 위한 니켈의 가장 중요한 공급원이다. 염화니켈은 조해성이며 공기로부터 수분을 흡수하여 용액을 형성한다. 니켈염은 장기간 흡입 노출의 경우 폐와 비강에 발암성이 있는 것으로 나타났다.

## 안전
염화 니켈(II)은 섭취, 흡입, 피부 접촉 및 눈 접촉 시 자극적이다. 니켈과 그 화합물에 대한 장기간 흡입 노출은 폐와 비강의 암 위험 증가와 관련이 있다.